# Смирнов, Вениамин Григорьевич
Вениамин Григорьевич Смирнов (1919—1999) — российский геолог, лауреат Ленинской премии (1970).

## Биография
Родился в г. Семёнов Нижегородской губернии.
Окончил Свердловский горный институт (1943) и Академию нефтяной промышленности, Москва (1954).
- 1943—1945 прораб, начальник отряда, начальник геофизических партий Средне-Волжского отделения Государственного Союзного геофизического треста, г. Бугуруслан Оренбургской области.
- 1945—1946 младший научный сотрудник НИИ геофизической и геохимической разведки Министерства нефтяной промышленности СССР, Москва.
- 1946—1952 начальник гравиметрической партии, директор геолого-геофизической конторы АО «Совромпетроль» Главного управления советским имуществом за границей, Бухарест, Румыния.
- 1952—1954 слушатель Академии нефтяной промышленности, Москва.
- 1954—1957 начальник геолого-геофизической экспедиции, главный геофизик геологоразведочной конторы треста «Монголнефть», г. Чойболсан, Монголия.
- 1957—1959 заместитель главного геофизика, главный геофизик, начальник партии КТЭ треста «Тюменьгеологоразведка».
- 1959—1963 начальник партии оперативного геологического анализа ТТГУ.
- 1963—1967 начальник партии Тюменской геологической экспедиции.
- 1967—1970 начальник партии Тюменской КГРЭ.
- 1970—1975 начальник тематической партии оперативного анализа результатов геофизических и геологических работ ЗапСибНИГНИ.
- 1975—1981 начальник Тюменской тематической экспедиции (ТТЭ).

Кандидат геолого-минералогических наук (1969), тема диссертации «Структурно-тектоническое строение платформенного чехла Западно-Сибирской плиты (территории Тюменской области) по геофизическим данным (в связи с проблемой нефтегазоносности)».
Один из авторов сводных структурно-тектонических карт Тюменской области, тектонических схем платформенного чехла, карты западных кромок глинизации песчаных пластов неокома от Оби до Карского моря.
Автор и соавтор 55 публикаций.
За открытие крупных месторождений нефти в Среднем Приобье и ускоренную подготовку промышленных запасов в составе коллектива в 1970 году присуждена Ленинская премия.
Заслуженный геолог РСФСР (1979). Награждён дипломом и нагрудным знаком «Первооткрыватель месторождения» (1970, Заполярное), орденом «Знак Почета» (1966), медалями «За доблестный труд. В ознаменование 100-летия со дня рождения В. И. Ленина» (1970), «Ветеран труда» (1980), «За освоение недр и развитие нефтегазового комплекса Западной Сибири» (1983).
Умер в Тюмени 09.07.1999.